# Ménétréol-sur-Sauldre
Ménétréol-sur-Sauldre település Franciaországban, Cher megyében. Lakosainak száma 196 fő (2022. január 1.). Ménétréol-sur-Sauldre Ennordres, Presly, Sainte-Montaine és Souesmes községekkel határos.

## Népesség
A település népességének változása:
| Lakosok száma | 256  | 223  | 271  | 249  | 251  | 216  | 212  | 208  | 201  | 196  |
|               | 1968 | 1982 | 1999 | 2006 | 2011 | 2015 | 2017 | 2018 | 2020 | 2022 |